# Nazionale maschile di calcio del Guatemala
La nazionale di calcio del Guatemala (in spagnolo Selección de fútbol de Guatemala) è la nazionale calcistica del Guatemala, controllata dalla Federación Nacional de Fútbol de Guatemala (FEDEFUT), affiliata alla FIFA dal 1946.
Non si è mai qualificata alla fase finale di un campionato mondiale di calcio, ma ha partecipato per tre volte alle Olimpiadi. Nelle qualificazioni al campionato del mondo del 2006 si è piazzata quinta nella fase finale della CONCACAF, mancando così lo spareggio con il Bahrein, quinto classificato del girone asiatico.
Il miglior risultato ottenuto nella Gold Cup è il quarto posto nel 1996 nonché la semifinale raggiunta nel 2025. Può vantare la conquista della terza edizione del Campionato CONCACAF, nel 1967, e della Coppa delle nazioni UNCAF nel 2001.
Occupa la 105ª posizione nel ranking mondiale FIFA.

## Storia
La prima rappresentativa guatemalteca di calcio, costituita da 22 calciatori, esordì il 23 agosto 1902. La squadra era divisa in due compagini, bianchi e azzurri. La nazionale guatemalteca propriamente detta, soprannominata la Azul y Blanco (la biancazzurra), esordì invece ai Giochi del centenario dell'indipendenza a Città del Guatemala il 14 settembre 1921, vincendo per 9-0 contro l'Honduras. In finale fu sconfitta dalla Costa Rica per 6-0.
Nel Campionato centroamericano e caraibico di calcio ottenne il secondo posto nel 1943, nel 1946 e nel 1948 e il terzo posto nel 1953.
Il Guatemala debuttò nelle qualificazioni al campionato mondiale di calcio in vista di Svezia 1958, eliminatorie in cui non ebbe successo, giungendo ultima.
Agli inizi degli anni '60 il rendimento della squadra migliorò. La federcalcio locale aderì alla CONCACAF nel 1961. Nel 1962 i guatemaltechi furono in grado di fermare sul pari i costaricani in casa propria (4-4) e l'Honduras a Tegucigalpa (1-1), ma non riuscirono a evitare l'ultimo posto nel girone 2 di qualificazione CONCACAF al campionato del mondo 1962 dietro Costa Rica e Honduras. Saltò le eliminatorie del campionato del mondo 1966, sospesa dalla FIFA per ragioni amministrative. Il Guatemala colse poi il successo nel Campionato CONCACAF 1967, vincendo il girone con 4 vittorie e un pari in 5 partite e laureandosi così Campione del Nord e Centro America. Nel corso del decennio la squadra si piazzò seconda nel torneo nelle edizioni del 1965 e del 1969
Il 28 ottobre 2016 la federcalcio guatemalteca è stata sospesa a tempo indeterminato dalla FIFA per essersi rifiutata di riconoscere un comitato di sorveglianza del massimo organo calcistico mondiale a seguito di uno scandalo di corruzione. Malgrado il bando sia stato revocato nel maggio 2018, la nazionale guatemalteca ha saltato la Coppa centroamericana 2017 e la CONCACAF Gold Cup 2019. 
Nella Gold Cup 2025 il Guatemala raggiunge le semifinali, tornando dopo 29 anni tra le quattro migliori squadre del torneo.

## Palmarès
- Campionato CONCACAF -  Gold Cup: 1

1967

## Statistiche
Legenda: Grassetto: Risultato migliore, Corsivo: Mancate partecipazioni

## Rosa attuale
Lista dei giocatori convocati per la CONCACAF Gold Cup 2025.
Dati aggiornati al 2 luglio 2025, al termine della gara di semifinale contro gli Stati Uniti.
|  | P | Nicholas Hagen     | 2 agosto 1996     | 52 | -52 | Columbus Crew       |  |  |
|  | P | Kenderson Navarro  | 25 febbraio 2002  | 5  | -3  | CSD Municipal       |  |  |
|  | P | Luis Morán         | 31 maggio 1996    | 0  | 0   | Antigua GFC         |  |  |
|  |   |                    |                   |    |     |                     |  |  |
|  | D | José Carlos Pinto  | 16 giugno 1993    | 74 | 4   | Comunicaciones      |  |  |
|  | D | José Morales       | 3 dicembre 1996   | 46 | 3   | CSD Municipal       |  |  |
|  | D | Stheven Robles     | 12 novembre 1995  | 38 | 2   | Comunicaciones      |  |  |
|  | D | José Ardon         | 20 gennaio 2000   | 38 | 1   | Antigua GFC         |  |  |
|  | D | Nicolás Samayoa    | 2 agosto 1995     | 32 | 2   | FC Politehnica Iași |  |  |
|  | D | Aaron Herrera      | 6 giugno 1997     | 19 | 0   | D.C. United         |  |  |
|  |   |                    |                   |    |     |                     |  |  |
|  | C | Rodrigo Saravia    | 22 febbraio 1993  | 63 | 0   | CSD Municipal       |  |  |
|  | C | Oscar Castellanos  | 21 novembre 1992  | 54 | 3   | Antigua GFC         |  |  |
|  | C | Pedro Altán        | 4 giugno 1997     | 36 | 3   | CSD Municipal       |  |  |
|  | C | Jonathan Franco    | 26 luglio 2003    | 19 | 0   | CSD Municipal       |  |  |
|  | C | José Rosales       | 24 giugno 1993    | 14 | 1   | Antigua GFC         |  |  |
|  | C | Kevin Ramírez      | 1º agosto 2002    | 5  | 0   | Dep. Malacateco     |  |  |
|  | C | Matt Evans         | 25 maggio 2006    | 1  | 0   | Los Angeles FC      |  |  |
|  |   |                    |                   |    |     |                     |  |  |
|  | A | Óscar Santis       | 25 marzo 1999     | 48 | 16  | Antigua GFC         |  |  |
|  | A | Darwin Lom         | 14 luglio 1997    | 41 | 12  | Comunicaciones      |  |  |
|  | A | Rubio Rubin        | 1º marzo 1996     | 35 | 13  | Charleston Battery  |  |  |
|  | A | Elmer Cardoza      | 29 luglio 2002    | 17 | 0   | Xelajú MC           |  |  |
|  | A | Olger Escobar      | 11 settembre 2006 | 13 | 2   | CF Montréal         |  |  |
|  | A | Rudy Muñoz         | 6 febbraio 2005   | 11 | 0   | CSD Municipal       |  |  |
|  | A | Arquímides Ordóñez | 5 agosto 2003     | 9  | 0   | Zimbru Chișinău     |  |  |
|  | A | Erick Lemus        | 5 febbraio 2001   | 4  | 1   | Comunicaciones      |  |  |
|  | A | Carlos Aguilar     | 25 ottobre 2006   | 4  | 0   | Dep. Malacateco     |  |  |
|  | A | Damian Rivera      | 8 dicembre 2002   | 0  | 0   | Phoenix Rising      |  |  |

## Record individuali
Record aggiornati al 2 luglio 2025.
- In grassetto i giocatori ancora in attività con la maglia della nazionale.

### Record presenze
| Pos. | Giocatore             | Presenze | Reti | Periodo   |
| ---- | --------------------- | -------- | ---- | --------- |
| 1    | Carlos Ruiz           | 133      | 68   | 1998-2016 |
| 2    | Guillermo Ramírez     | 106      | 16   | 1997-2012 |
| 3    | Gustavo Cabrera       | 104      | 2    | 2000-2012 |
| 4    | Fredy Thompson        | 96       | 3    | 2001-2015 |
| 5    | Juan Carlos Plata     | 87       | 35   | 1996-2010 |
| 6    | Gonzalo Romero        | 83       | 9    | 2000-2012 |
| 7    | Julio Girón           | 82       | 0    | 1992-2006 |
| 8    | Edgar Estrada         | 80       | 0    | 1995-2003 |
| 9    | José Manuel Contreras | 79       | 5    | 2006-2021 |
| 9    | Mario Rodríguez       | 79       | 0    | 2003-2013 |

### Record reti
| Pos. | Giocatore             | Reti | Presenze | Periodo   |
| ---- | --------------------- | ---- | -------- | --------- |
| 1    | Carlos Ruiz           | 68   | 133      | 1998-2016 |
| 2    | Juan Carlos Plata     | 35   | 87       | 1996-2010 |
| 3    | Carlos Toledo         | 25   | ?        | 1943-1953 |
| 4    | Freddy García         | 23   | 73       | 1998-2012 |
| 4    | Mario Camposeco       | 23   | ?        | 1943-1951 |
| 6    | Oscar Enrique Sánchez | 19   | ?        | 1976-1990 |
| 7    | Dwight Pezzarossi     | 16   | 72       | 2000-2012 |
| 7    | Guillermo Ramírez     | 16   | 106      | 1997-2012 |
| 7    | Edwin Westphal        | 16   | 47       | 1985-1998 |
| 7    | Óscar Santis          | 16   | 48       | 2021-     |

## Tutte le rose

### Gold Cup
CONCACAF Gold Cup 19912 Villavicencio, 3 Miranda, 4 Mazariegos, 5 E. Acevedo, 6 Guerrero, 7 Castañeda, 8 Espel, 9 Westphal, 10 León, 11 Contreras, 13 Méndez, 14 Ju. Rodas, 15 Vargas, 16 Valencia, 17 Remis, 18 Englenton Chuga, 19 Marotta, CT: Cordón
CONCACAF Gold Cup 19961 Estrada, 2 E. Acevedo, 3 Miranda, 4 Coronado, 5 Jo. Rodas, 6 Machón, 7 Castañeda, 8 Lemus, 9 Arriaza, 10 Funes, 11 León, 12 M. Ruano, 13 Guzman, 14 Ju. Rodas, 15 Plata, 16 Girón, 17 G. Ruano, 18 Westphal, 19 Valencia, 20 Englenton Chuga, CT: Verón
CONCACAF Gold Cup 19981 Estrada, 2 Miranda, 4 Ruano, 5 Pérez, 6 León, 7 Plata, 8 Rojas, 9 Westphal, 10 Funes, 11 Machón, 12 Moreira, 13 Herrera, 14 Girón, 15 Benítez, 16 Ramírez, 17 Samayoa, 18 Gómez, 19 Valencia, 20 Abascal, CT: Brindisi
CONCACAF Gold Cup 20001 Estrada, 2 Herrera, 3 Miranda, 4 Gómez, 5 Molina, 6 Girón, 8 R. Ramírez, 9 Funes, 10 García, 11 G. Ramírez, 12 Bordon, 13 Meda, 14 Ju. Rodas, 15 Plata, 17 Pérez, 18 Hurtarte, 19 Valencia, 21 Pivaral, 22 Jo. Rodas, 23 Acevedo, 24 Coronado, CT: Cortés
CONCACAF Gold Cup 20021 Estrada, 2 Chen, 3 Melgar, 5 Cabrera, 6 Jiménez, 7 Benítez, 8 Romero, 9 Acevedo, 10 García, 11 Ramírez, 14 Albizuris, 15 Plata, 18 Pérez, 19 Thompson, 20 Ruiz, 21 Pivaral, 22 Ortiz, 23 Donis, CT: Cortés
CONCACAF Gold Cup 20031 Estrada, 2 Morales, 3 Cedeño, 4 González, 6 Monterroso, 7 Thompson, 8 Rodríguez, 9 Acevedo, 10 García, 13 Martínez, 14 Aguirre, 15 Plata, 16 Machón, 18 Romero, 19 Valencia, 20 Ruiz, 21 Zacarias, 22 Motta, CT: Aguado
CONCACAF Gold Cup 20051 Klee, 2 Morales, 3 Melgar, 4 Chen, 5 Hernández, 6 Cabrera, 7 Thompson, 8 Romero, 9 Zacarias, 10 Villatoro, 11 Ramírez, 12 Figueroa, 13 Martínez, 14 Ponciano, 17 Pezzarossi, 20 Ruiz, 21 Gómez, 22 Molina, 23 Sandoval, 24 Davila, 25 Motta, 26 Sanabria, CT: Maradiaga
CONCACAF Gold Cup 20071 Trigueño, 2 Noriega, 3 Melgar, 4 Flores, 5 Medina, 6 Cabrera, 7 Albizuris, 8 Contreras, 9 Villatoro, 11 Ávila, 12 Figueroa, 13 Martínez, 14 R. Gómez, 15 Swisher, 16 de Mata, 17 Pezzarossi, 18 Quiñónez, 19 Rodríguez, 20 Ruiz, 22 Molina, 23 Sandoval, 25 Motta, 27 Arreola, CT: H. Gómez
CONCACAF Gold Cup 20111 Jérez, 2 Medina, 3 Noriega, 4 Castrillo, 5 Gallardo, 6 Cabrera, 7 Vásquez, 8 Romero, 9 Velásquez, 10 Contreras, 11 H. López, 12 Motta, 13 González, 14 Figueroa, 15 León, 16 Pappa, 17 Pezzarossi, 18 Isaula, 19 del Águila, 20 Ruiz, 21 Paredes, 23 Arreola, 24 J. López, CT: Almeida
CONCACAF Gold Cup 20151 Ayala, 2 Morales, 3 Vásquez, 4 Lalín, 5 Hernández, 6 Mejía, 7 Arreola, 8 Márquez, 9 Chinchilla, 10 Contreras, 11 Arias, 12 Motta, 13 Castrillo, 14 Herrarte, 15 D. López, 16 Pappa, 17 de León, 18 Cincotta, 19 Figueroa, 20 Ruiz, 21 Jérez, 22 M. López, 23 Aparicio, CT: Sopegno
CONCACAF Gold Cup 20211 Hagen, 2 Hernández, 3 García, 4 Pinto, 5 Ruiz, 6 Castellanos, 7 Ceballos, 8 de León, 9 Álvarez, 10 Galindo, 11 Arreola, 12 Navarro, 13 Robles, 14 Lom, 15 López, 16 Domínguez, 17 Martínez, 18 Santís, 19 Betancourth, 20 Gordillo, 21 Moscoso, 22 Morales, 23 Aparicio, CT: Loredo
CONCACAF Gold Cup 20231 Hagen, 2 Ardón, 3 Samayoa, 4 Pinto, 5 Altán, 6 Mejía, 7 Herrera, 8 Saravia, 9 Rubin, 10 de Jesús López, 11 Archila, 12 Jérez, 13 Galindo, 14 Lom, 15 Sequen, 16 Morales, 17 Castellanos, 18 Mendez-Laing, 19 García, 20 Gordillo, 21 Pèrez, 22 Robles, 23 Aparicio, CT: Tena
CONCACAF Gold Cup 20251 Hagen, 2 Ardón, 3 Samayoa, 4 Pinto, 5 Rosales, 6 Lemus, 7 Herrera, 8 Saravia, 9 Rubin, 10 Altán, 11 Muñoz, 12 Navarro, 13 Robles, 14 Lom, 15 Rivera, 16 Morales, 17 Castellanos, 18 Santis, 19 Ordóñez, 20 Escobar, 21 Morán, 22 Franco, 23 Cardoza, 24 Aguilar, 25 Ramírez, 26 Evans, CT: Tena

### Giochi olimpici
NOTA: per le informazioni sulle rose successive al 1948 visionare la pagina della Nazionale olimpica.